# Moskovskiy Rayon (kommun i Belarus)
Moskovskiy Rayon är en kommun i Belarus.   Den ligger i voblasten Brests voblast, i den västra delen av landet, 300 km sydväst om huvudstaden Minsk.
Runt Moskovskiy Rayon är det i huvudsak tätbebyggt. Runt Moskovskiy Rayon är det ganska tätbefolkat, med 207 invånare per kvadratkilometer.